# Culicoides ginesi
Culicoides ginesi är en tvåvingeart som beskrevs av Ortiz 1951. Culicoides ginesi ingår i släktet Culicoides och familjen svidknott. Inga underarter finns listade i Catalogue of Life.